# Pseudaletia decolorata
Pseudaletia decolorata är en fjärilsart som beskrevs av Blanchard 1854. Pseudaletia decolorata ingår i släktet Pseudaletia och familjen nattflyn. Inga underarter finns listade i Catalogue of Life.